# Batalla de Pozoblanco
La batalla de Pozoblanco fue un enfrentamiento ocurrido durante la guerra civil española que se llevó a cabo en la localidad de Pozoblanco, Provincia de Córdoba (España). Los combates duraron entre el 6 de marzo y el 16 de abril de 1937. Terminó en una victoria republicana, constituyendo una de las batallas más destacadas de los llamados frentes de Andalucía y Córdoba. Dado que sucedió al tiempo que estaba teniendo lugar la famosa Batalla de Guadalajara, pasó prácticamente desapercibida y no alcanzó la importancia que realmente tuvo.

## Antecedentes
Desde el comienzo de la Guerra Civil, las Fuerzas sublevadas consolidaron su dominio sobre importantes áreas de la Provincia de Córdoba, especialmente las de la capital cordobesa, la zona industrial de Peñarroya-Pueblonuevo o la Subbética. Así, a finales de 1936 estos matenían bajo control buena parte de la provincia salvo la zona de los Pedroches.
A comienzos de 1937 los sublevados consolidaban sus dominios en la Andalucía Occidental, especialmente tras la conquista de Málaga. Después de la Ofensiva de la aceituna y la Batalla de Lopera, los avances de los sublevados en el Valle del Guadalquivir se encontraban estancados ante la creciente resistencia republicana. Más aún, esto ocurría al tiempo que estaba teniendo lugar el Asedio del Santuario de Nuestra Señora de la Cabeza, donde la resistencia de un grupo de guardias civiles sublevados se encontraba cada vez en una situación más complicada. Es entonces cuando se plantea en el Cuartel general del General Queipo de Llano la posibilidad de reactivar este sector.

## Operaciones

### Primeros ataques
El 6 de marzo diversas fuerzas del Ejército sublevado del Sur al mando de Queipo de Llano lanzan una serie de ataques en el sector de los Pedroches, con el objetivo de tomar Pozoblanco y Villanueva de Córdoba, para después avanzar hacia Andújar y allí liberar a los sitiados del Santuario de la Cabeza. El subsector de Pozoblanco, a cargo del comandante Francisco Blanco Pedraza, estaba defendido por las brigadas 73.ª y 74.ª; otra brigada, la 75.ª, se encontraba en Andújar situada en reserva.
Los franquistas pusieron en movimiento tres columnas, mandadas respectivamente por los comandantes Álvarez-Rementería, Gómez Cobián e Hidalgo. El ataque progresa inicialmente, llegando a avanzar unos 16 km en dirección a Villanueva de Córdoba; El coronel republicano Gabriel Morales reorganiza sus fuerzas y traslada a las brigadas mixtas 20.ª y 25.ª, logrando retrasar el avance sublevado. La 20.ª Brigada, junto a dos batallones y una agrupación de caballería de la 63.ª Brigada Mixta, atacó el flanco de las fuerzas de Queipo de Llano, logrando detener su avance en el cruce de las carreteras de Peñarroya y Villanueva del Duque con la de Belmez a Hinojosa.
La presión de los sublevados se dirigió entonces hacia Pozoblanco, llegando sus vanguardias a las orillas del río Cuzna.

### Clímax de la batalla
El coronel Morales —comandante del Ejército del Sur— solicitó el envío de refuerzos. El Estado Mayor republicano de Valencia le envió la posteriormente denominada «Brigada Móvil de Pozoblanco», compuesta por dos batallones de carabineros del centro de instrucción de Requena, un batallón de Linares, el tercer batallón del regimiento valenciano «Pablo Iglesias» y una Batería de Almansa. Empieza a evidenciarse que las fuerzas sublevadas no tienen suficiente fuerza para hacer frente a las fuerzas del coronel Joaquín Pérez Salas, militar republicano que ya se había destacado en el Frente de Córdoba desde el comienzo de la contienda. Entre los días 9 y 12 la batalla alcanzó su momento clímax, ya que los ataques sublevados se intensificaron para intentar alcanzar Pozoblanco.
El día 9 sus vanguardias alcanzan Villanueva del Duque, donde se enfrentaron a la 25.ª Brigada Mixta. El día 10 las fuerzas de Queipo de Llano entraron en Alcaracejos, localidad que ocupan, al tiempo que otra columna que avanza hacia el norte intenta enlazar con las fuerzas de Alcaracejos, aunque la endurecida resistencia republicana lo impide. En este momento las bajas son muy numerosas por ambas partes, y aunque los republicanos mantienen la resistencia, Queipo de Llano insistió en continuar con el ataque durante los días 12 y 13. Pérez Salas logró asegurar Pozoblanco, al tiempo que reorganizaba sus fuerzas. Según el historiador Salas Larrazábal, en ese momento disponía de seis brigadas mixtas listas para intervenir. Las fuerzas franquistas debieron sostener fuertes combates en Villanueva del Duque, atacada por las  brigadas republicanas 63.ª, 20.ª y 25.ª; la columna del coronel Manuel Baturone logró aliviar parcialmente esta presión.
En estas batallas la caballería todavía jugaría un papel activo: por ejemplo, el día 9 los republicanos sufrieron 9 muertos, de los que 7 lo fueron directamente tras una carga de caballería. El 13 de marzo el jefe de la 25.ª Brigada Mixta fue destituido debido al «mal rendimiento» que estaba teniendo la unidad desde el inicio de las operaciones, siendo entonces sustituido por el comandante García Moreno. En vista de que la situación no progresaba, Queipo de Llano ordenó la retirada paulatina a sus puntos de partida anteriores a la ofensiva. En los primeros momentos, los republicanos no fueron conscientes de esta retirada pero pronto pasarían a la acción.
El 18 de marzo las columnas de Baturone e Hidalgo presionaron fuertemente sobre Pozoblanco, que estuvo a punto de caer en manos franquistas. Sin embargo, la llegada de refuerzos —consistentes en los tanques soviéticos y algunos elementos de la 52.ª Brigada Mixta— lograron salvar la situación.

### Contraataque republicano
A partir de ese momento los republicanos lanzaron todas sus fuerzas al contraataque aunque, según Salas Larrazábal, tras la retirada de las fuerzas de Queipo de Llano «no existía ninguna fuerza enemiga en frente de las unidades del Ejército Popular». Queipo de Llano, consciente de la amenaza que corrían sus desgastadas fuerzas, ordenó el 29 de marzo que las unidades bajo su mando se retiraran y regresasen a sus puntos de partida. Los republicanos llegan a mandar al frente a unidades de la Brigada de caballería, así como tanques y carros de combate. En los siguientes días las brigadas mixtas 20.ª y 25.ª, junto a la Columna «Andalucía-Extremadura», avanzaron sobre Villanueva del Duque, combatiendo también en Alcaracejos e Hinojosa, aunque solo se encontraron con la resistencia de pequeños grupos. En poco tiempo, los republicanos lograron restaurar las líneas defensivas anteriores al inicio de la ofensiva, e incluso avanzar hasta las cercanías de Peñarroya-Pueblonuevo.
El 22 de marzo llegaron nuevos refuerzos republicanos, consistentes en una compañía de tanques, varias baterías de artillería y el resto de la 52.ª Brigada Mixta —procedente del frente de Almería—. La 52.ª BM vino a sustituir a la 20.ª Brigada Mixta, que para entonces se encontraba muy desgastada.
La victoria del Ejército republicano animó a sus mandos a lanzar el 27 de marzo una ofensiva que pretendía la captura de Peñarroya-Pueblonuevo, y aunque no se logró tal objetivo, si consiguió algunas ganancias territoriales con la conquista de Valsequillo, La Granjuela, Los Blázquez. Después de alcanzar las inmediaciones de Peñarroya el 8 de abril, los avances republicanos quedaron detenidos y para el 13 de abril habían terminado todas las operaciones en el Frente de Córdoba.

## Consecuencias
Así, la tentativa de Queipo de Llano terminó en un estrepitoso fracaso para el general sublevado, al tiempo que constituía un éxito del Ejército republicano del Sur y reforzaba su moral tras el Desastre de Málaga. Aun así, esta batalla ha pasado prácticamente desapercibida para la historiografía, dado que quedó ensombrecida por la victoria republicana en la Batalla de Guadalajara; La brillante actuación del teniente coronel Joaquín Pérez Salas hizo que posteriormente éste llegara a ser propuesto para la concesión de la Placa Laureada de Madrid. El resultado de este enfrentamiento terminaría decidiendo el resultado del Asedio del Santuario de Nuestra Señora de la Cabeza, que acabó siendo capturado el 1 de mayo por las fuerzas al mando del teniente coronel Martínez Cartón.